# Alpaka
Alpaka (lat. Lama pacos ili Vicugna pacos) je pripitomljena životinja iz porodice deva rasprostranjena u južnoameričkim Andama. Nije jasno dokazano vodi li porijeklo od guanaka ili od vikunje (dakle rasa jedne od njih) ili je hibrid ove dvije navedene vrste. Živi u velikim stadima po južnoameričkim brdima do granice vegetacijske zone. Zbog fine dugačke vune i ukusnog mesa odavna je udomaćena u zemljama Južne Amerike. Vuna te životinje i tkanina od vune zovu se alpaka.

## Osobine
Kao i sve druge deve, alpake imaju duge, relativno tanke noge, dugačak i tanak vrat s malom glavom, a kao i druge američke deve nemaju grbu. Nešto su manje od ljama, no s oko 55 do 65 kg prije svega značajno su lakše od njih. Najčešće su jednobojne, obično smeđe, crne ili plavkasto sive, a u rijetkim slučajevima dvobojne ili pjegave. Dlaka im je izrazito duga, može doseći i do 50 cm.

## Način života
Kao sve životinje iz porodice deva, alpake su društvene životinje i najbolje se osjećaju u grupi. To su biljožderi i hrane se gotovo isključivo travama, a kao i druge deve spadaju u preživače pa imaju želudac podijeljen na četiri dijela, što pomaže probavljanju hrane. 
Ženke nakon razdoblja skotnosti od 240 do 345 dana kote najčešće jedno mladunče koje u Južnoj Americi zovu "Cria". Ženka doji mladunče 6 do 8 mjeseci, koje u dobi od 12 do 24 mjeseca dosiže spolnu zrelost. 

## Povijest
Domesticiranje alpake otpočelo je istovremeno kada i ljama već oko 3.000 godina pr. Kr. Dok je ljama u južnoameričkoj civilizaciji služila kao teretna životinja, alpaka je uzgajana prije svega radi vune. Kaput od alpakine vune je kod Inka smatran znakom blagostanja. Vladari Inka imali su velika krda alpaka kao znak svoje moći. 
S dolaskom Španjolaca i njihovim osvajanjem Perua situacija se mijenja. Osvajači dovode sa sobom ovce i ne pokazuju nikakvo zanimanje za domaće korisne životinje. Tako alpaka postaje životinja siromašnog domaćeg, indijanskog, stanovništva. To je s vremenom dovelo gotovo do izumiranja ovih životinja.
Tek s dobivanjem nezavisnosti južnoameričkih država ponovo se spoznaje vrijednost alpaka. Ponovo ih se uzgaja, a njihova se vuna izvozi u cijeli svijet. Danas ima oko 3 miliuna alpaka, prije svega u južnom Peruu i zapadnoj Boliviji.

## Sistematizacija
Danas još uvijek nije bez ostatka razjašnjeno koja je životinja predak alpake. Znanost je dugo smatrala guanaka zajedničkim pretkom ljame i alpake. Još ranije su se pojavile teorije prema kojima alpaka potiče od vikunje, a prema novim DNK istraživanjima čini se, da bi ta teorija mogla biti točna. Razlog radi kojeg to još uvijek nije utvrđeno sa 100%-tnom sigurnošću leži u činjenici, da su vikunje, guanaki, ljame i alpake bez ograničenja međusobno plodne, što je uvijek nanovo rezultiralo njihovim međusobnim miješanjem.
Sukladno tome, znanstveni naziv vrste može biti Lama pacos, jednako kao i Vicugna pacos. Novije sistematizacije ne daju više alpaki status vrste, nego ju smatraju rasom ili mješancem. 